# Unterquerung
Eine Unterquerung besteht, wenn ein Verkehrsweg, eine Pipeline oder eine elektrische Leitung unter einem Hindernis verlegt wird.
Sie ist in vielen Fällen teurer als eine Überquerung, bietet dagegen den Vorteil, dass das Lichtraumprofil des Hindernisses nicht eingeschränkt wird (wichtig bei Hafeneinfahrten). Unterquerungen von vielbefahrenen Wasserwegen durch Verkehrswege sind daher häufig in Form von Unterwassertunnels anzutreffen, zum Beispiel beim Elbtunnel in Hamburg.
Außerdem bieten Unterquerungen den Stadtplanern oft die einzige Möglichkeit, die Anforderungen eines modernen Verkehrsnetzes mit dem Erhalt von historisch gewachsenen Strukturen in Einklang zu bringen.
Stromleitungen unterqueren Hindernisse in Form von Erd- oder Seekabeln. Sie kommen zum Einsatz, wenn eine Freileitungskreuzung unpraktikabel ist.

## Spezielle Formen
- Amphibiendurchlass (Krötentunnel), Unterquerung von Verkehrswegen für Amphibien
- Unterführung, Unterquerung durch Verkehrswege
- Düker, Unterquerung durch eine Druckwasserleitung